# ピラモルフィックス

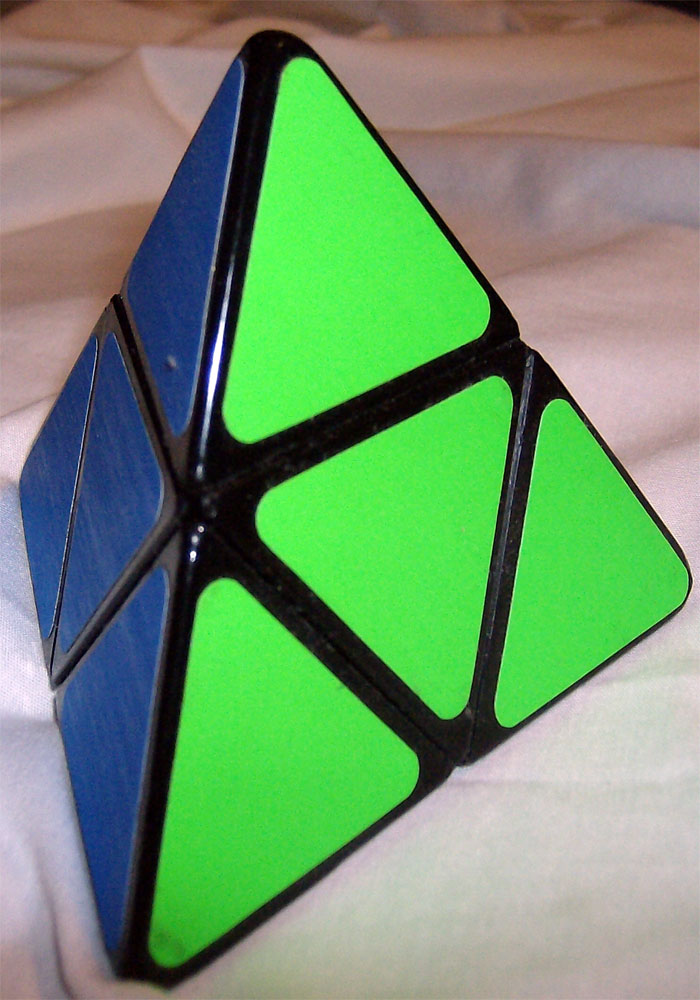
ピラモルフィックス

ピラモルフィックス(Pyramorphix)はルービックキューブに似ている正四面体のパズルである。
再配列移動可能なピースはルービックキューブの20個に比べ8個になっている。
ピラミンクスの簡易バージョンに見えるが、回転軸の方向が違う。

## 組み合わせの数
{\displaystyle {\frac {8!\,3^{4}}{24}}=136080}